# Antonín Šváb
Antonín Šváb (* 12. Juni 1932 in Plzen; † 21. November 2014 ebenda) war ein tschechoslowakischer Radrennfahrer und Eisspeedwayfahrer.

## Sportliche Laufbahn
1954 wurde er beim Sieg von Jan Veselý Dritter im Rennen Prag–KarlovyVary–Prag und gewann die ČSSR-Rundfahrt, wobei er die 5. Etappe für sich entscheiden konnte. Danach wurde er Mitglied der tschechoslowakischen Nationalmannschaft. 1955 (31.) und 1956 (40.) bestritt er die Internationale Friedensfahrt. 1958 wurde er Dritter der Meisterschaft im Querfeldeinrennen.  1958 wechselte er zum Eisspeedwayfahren, wobei er vier nationale Titel gewann. 1970 wurde er in dieser Sportart Weltmeister.

## Berufliches
Šváb war als Techniker in den Jawa-Werken tätig.